# Eurogramma obliquilineata
Eurogramma obliquilineata là một loài bướm đêm trong họ Noctuidae.